# Reece James
Reece James (n. 8 decembrie 1999) este un fotbalist englez care joacă pentru Chelsea și echipa națională de fotbal a Angliei pe postul de fundaș dreapta.
James s-a alăturat academiei lui Chelsea în tinerețe și a devenit profesionist în 2017, sezon în care a condus sub 18 ani până la victorie în FA Youth Cup și a fost numit Jucătorul Sezonului Academiei. O perioadă productivă de împrumut cu Wigan Athletic a produs promovarea sa cu prima echipă a lui Chelsea la întoarcerea sa în 2019, după care a început să se stabilească în primul unsprezece ca fundaș dreapta și să câștige o prelungire a contractului pe termen lung în ianuarie 2020.
După ce a reprezentat Anglia la diferite niveluri de tineret, James a fost convocat pentru prima dată în echipa de seniori în octombrie 2020, apărând pentru prima dată împotriva Țării Galilor.

## Palmares
Chelsea U18
- U18 Premier League: 2016–17, 2017–18
- FA Youth Cup: 2016–17, 2017–18

Chelsea
- UEFA Champions League: 2020–21[5]
- UEFA Conference League: 2024–25[6]
- Supercupa Europei UEFA: 2021[7]
- Cupa Mondială a Cluburilor FIFA: 2021[8]
- Finalist FA Cup: 2019–20,[9] 2020–21,[10] 2021–22[11]
- Finalist EFL Cup: 2021–22[12]

Anglia U19
- Campionatul European de Fotbal Sub-19: 2017

Anglia U20
- Toulon Tournament: 2017[13]

Anglia
- Locul doi la Campionatul European de Fotbal: 2020[14]